# Andrew Fielding Huxley

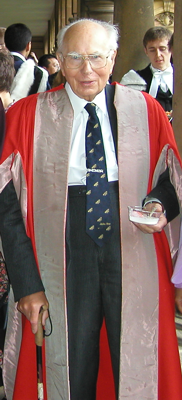
Sir Andrew Huxley, Juli 2005

Sir Andrew Fielding Huxley, OM (* 22. November 1917 in Hampstead, London, England; † 30. Mai 2012 in Grantchester, Cambridgeshire) war ein britischer Biophysiker und Physiologe, der 1963 gemeinsam mit John Carew Eccles und Alan Lloyd Hodgkin für die „Entdeckungen über den Ionen-Mechanismus, der sich bei der Erregung und Hemmung in den peripheren und zentralen Bereichen der Nervenzellenmembran abspielt“ mit dem Nobelpreis für Medizin geehrt wurde.

## Leben
Andrew Huxley war ein Sohn des Philologen Leonard Huxley und dessen zweiter Frau Rosalind Bruce. Er ist Enkel des Biologen und Philosophen Thomas Henry Huxley sowie Halbbruder des Biologen und Philosophen Julian Huxley und des Schriftstellers Aldous Huxley.
Zusammen mit Alan Lloyd Hodgkin entwickelte er das Hodgkin-Huxley-Modell, ein biologisch detailliertes Neuronenmodell, das für die Computational Neuroscience und die Neuroinformatik bedeutend ist. Gemeinsam mit dem Schweizer Physiologen und Membranforscher Robert Stämpfli gelang ihm die Erstbeschreibung der saltatorischen Erregungsfortpflanzung an myelinisierten Nervenfasern. Für seine Leistungen verlieh ihm die britische Krone den Order of Merit. 1961 wurde er in die American Academy of Arts and Sciences gewählt, 1964 zum Mitglied der Deutschen Akademie der Naturforscher Leopoldina – Nationale Akademie der Wissenschaften, 1975 zum Mitglied der American Philosophical Society, 1978 in die Académie royale des Sciences, des Lettres et des Beaux-Arts de Belgique, 1979 in die National Academy of Sciences und 1989 in die Academia Europaea. Die Medizinische Fakultät der Universität des Saarlandes verlieh ihm ebenfalls 1964 die Ehrendoktorwürde. 1974 erhob ihn Königin Elisabeth II. zum Knight Bachelor. Die University of Cambridge zeichnete ihn 1978 als Ehrendoktor aus.
Huxley war verheiratet, hatte einen Sohn und fünf Töchter und lebte zuletzt in Cambridge.